# Хильковский сельский совет (Хорольский район)
Хильковский сельский совет (укр. Хильківська сільська рада) — входит в состав
Хорольского района
Полтавской области
Украины.
Административный центр сельского совета находится в 
с. Хильковка.

## Населённые пункты совета
- с. Хильковка
- с. Григоровка